# 充军条例
明朝的刑罚除死刑外，以充军为最重。《大明律》中充军罪为46条，较前朝大大加重。明太祖时所颁的充军条例为22条，皆大明律所不载。嘉靖二十九年（1550年）制定的充军条例，共213条。万历十三年（1585年）又新增39条。通常发配充军的充军二字，会纹在脸上充军二字即黥面，以免逃兵，古典小说《水浒传》有写充军分附近、沿海、边远、烟瘴、极边五等。有终身、永远两种。永远者身死之后，又会牵连子孙，子孙绝者会牵连亲属。